# معركة حمص الأولى
وقعت معركة حمص الأولى بتاريخ 5 محرم 659هـ / 10 ديسمبر 1260م في عهد السلطان الظاهر بيبرس، ما بين جيش مغول الإلخانات وقوات يقودها الملك الأشرف موسى شيركوه صاحب حمص والملك المنصور صاحب حماة وزامل بن علي أمير بني ربيعة.

## البداية
بعد انتصار المماليك بقيادة قطز على المغول بمعركة عين جالوت أعدم هولاكو خان سلطان دمشق الأيوبي وبقية الأمراء الأيوبيون الذين عنده كنوع من الانتقام، وبذلك انتهى حكم الأيوبيون بالشام وأيضا أوقفت نتيجة المعركة زحف المغول وأخرجتهم خارج الشام. وبسبب الحرب الأهلية الدائرة ما بين هولاكو وابن عمه بركة خان - الذي غضب لتدمير هولاكو بغداد فأراد الانتقام لذلك فثارت حرب ما بينهما - لم يستطع هولاكو ان يرسل أكثر من 6,000 جندي بقيادة بيدرا إلى الشام للانتقام من هزيمة جيشه ومقتل قائدهم كتبغا بعين جالوت واسترداد الشام من المماليك، وكان ذلك في ذو القعدة 658/ نوفمبر 1260. بيد أن تلك القوات المرسلة لم تكن سوى الحاميات المرابطة بإقليم الجزيرة.

### احتلال حلب
استغل بيدرا فرصة مقتل السلطان قطز، وثورة سنجر الحلبي والي دمشق على مقتله ضد بيبرس بندقداري. فجمع الجيوش من المغول الباقين بالجزيرة ومن نجا من عين جالوت، فشكل جيشا قوامه 6,000 فارس. فدهموا حلب فهرب الأمير حسام الدين الجوكندار المقدم بمن معه من العسكر إلى جهة دمشق فلما رأت التتر هروبه دخلوا حلب وملكوها وأخرجوا من فيها من المسلمين إلى قرنبيا قهرا بعيالاتهم وأولادهم وأحاط التتر بهم في ذلك المكان ووضعوا السيف في بعضهم وأطلقوا الباقين فدخلوا حلب في أسوأ حال.
وصل الأمير حسام الدين الجوكندار مع عسكره إلى حماة وبها صاحبها الملك المنصور وقام بضيافتهم وهو مستشعر منهم ثم تقدم التتار إلى جهة حماة فلما قربوا منها رحل الجوكندار والملك المنصور بعسكريهما إلى حمص ووصلت التتار إلى حماة ونازلوها فغلقت أبوابها فطلبوا منهم فتح الأبواب وأنهم يؤمنوهم كالمرة الأولى فلم يجيبوهم ولم يكن مع التتر خسروشاه ولم يكن أهل حماة يثقون إلا إليه وأخرجوا لهم شيئاً من المأكول واندفعوا عن حماة طالبين لقاء العسكر وجفل الناس بين أيديهم وخاف أهل دمشق خوفاً شديداً.
وفي حمص تلقى الملك الأشرف موسى الجوكندار والمنصور، واجتمع بهم، فوجد أن الجوكندار يريد متابعة هروبه، فقد «عزم عسكر حلب على التوجه إلى دمشق وقارب المغول حمص، فلام الملك الأشرف الجوكندار على هذا الرأي، وقال له: مايقال عنا في البلاد، وبأي وجه نلقي صاحب مصر وأخذ في تثنيته».

## المعركة

### ماقبل المعركة
عندما قارب المغول من حمص، خرج إليهم الملك الأشرف موسى بن شيركوه صاحب حمص، ومعه الملك المنصور بجيشه وحامية حلب المملوكية بقيادة الجوكندار، وانضم إليهم أمير بني ربيعة زامل بن علي في عدة من العربان، حتى بلغ المجموع لديه 1400 فارس. وكان المغول قد تجاوزوا الرستن, والتقوا بفرقة من الإفرنج أرسلتها الإسبتارية لتقاتل معهم، وتابعوا تقدمهم حتى قرب أسوار حمص، حيث كان الملك الأشرف قد عسكر بقواته شمال قبر خالد بن الوليد.

### خطة المغول العسكرية
وضع بيدرا خطة عسكرية تقوم على تكتيك الصدم والخرق بالعمق، حيث رتب جيشه مستفيدا من قوة اندفاع فرسانه، ومن تفوقهم العددي الكبير، حيث أن لديه 6,000 فارس، ولما كان تقسيم جيشه هو التقسيم المغولي المعتاد، حيث ينتظم كل ألف مقاتل في فرقة. وجعل الفرق خلف بعضها لتشكل قوة صدم كبرى تتمكن من اختراق دفاع المسلمين، ومن ثم الالتفاف عليهم وتطويقهم.

### خطة المسلمين العسكرية
أما الملك الأشرف فقد وضع خطته لمواجهة التفوق العددي لصالح المغول، وتقوم على الصمود أمام الصدمة الأولى للمغول بأي ثمن، فجعل صاحب حماة بالميمنة وعسكر حلب بالميسرة، أما هو وعسكره فبقي بالقلب. فكان ترتيب الجيشين أشبه ماتكون بالمطرقة والسندان، فإن سحق المغول المسلمون بالضربة الأولى، فقد نجحت المطرقة (جيشي حلب وحماة). وإن صمد المسلمون فقد نجح السندان.
التقا الجمعان في يوم الجمعة الخامس من محرم 659هـ /10 ديسمبر 1260م. وبدا أن السندان كان أقوى، فبعد أن ثبت جيش الأشرف لهجوم المغول ولم يتمكنوا من سحقه، فقد استطاع أن ينطلق لهجوم مضاد، فانهزم المغول التتار وقتلوا ومزقوا شر ممزق. فقد قتل عدد كبير من فرسان المغول ومن بينهم امراء ومقدمي التتار، حتى إنه قتل منهم أكثر مما قتل في عين جالوت.

## مابعد المعركة
بعد هزيمة التتار المغول في تلك الوقعة، رجعوا إلى حلب التي قد أضحت ملجأ للذين سلموا من المغول في مدن حمص وحماة وأفامية، فحصروها أربعة أشهر، وضيقوا عليها الأقوات وقتلوا من الغرباء خلقاً صبراً، ذلك بأن أخرجوا من كان فيها من الرجال والنساء، ولم يبق فيها إلا من ضعف عن الحركة أو اختبأ خوفًا على نفسه، ثم نادى المغول فيهم: باعتزال أهالي حلب، فلم يعلم الناس ما يراد بهم، فظن الغرباء أن النجاة لهم، وظن الحلبيون أن
النجاة لهم، فاعتزله جماعة من الحلبيين مع الغرباء، وجماعة من الغرباء مع الحلبيين، فلما تميز الفريقان أخذوا الغرباء فضربوا رقابهم. ثم جهز الظاهر بيبرس جيشاً إلى حلب ليطردهم عنها، فلما وصل الجيش إلى غزة أرسل فرنجة عكا إلى المغول يخبرونهم بتحرك هذه العساكر نحوهم، فرحلوا عنها مسرعين بعد حصار دام أربعة أشهر.
انهت تلك المعركة أولى حملات إلخانات المغول على الشام وإن كان هناك حملات أتت بعدها ولكن لم تدم أي من تلك الحملات بالشام أكثر من سنة. وكذلك تمكن بيبرس من توطيد حكمه فقضى على سنجر الحلبي في معركة خارج دمشق في 14 صفر 659هـ/ 17 يناير 1261، فقضى على أي مقاومة، ثم تقرر طرد أمير الكرك، وكذلك جرى الاتفاق على ابقاء الأشرف أميرا على حمص حتى وفاته(661هـ/م1263) ثم أضيفت إلى أملاك السلطنة. أما أمير حماة وأسرته فظلوا على حكمهم لحماة لمدة ثلاث أجيال نتيجة للعلاقات الودية مع السلطنة المملوكية.

## اقرأ أيضا
- غزوات المغول للشام
- غزوات المغول على فلسطين
- معركة حمص الثانية